# Jahrgang 1899
Jahrgang 1899 ist ein von Erich Kästner verfasstes Gedicht in der Tradition der Neuen Sachlichkeit. Es beschreibt den ideologischen Generationenbetrug an den Geburtsjahrgängen 1897 bis 1902 im Gefolge des Ersten Weltkriegs und dessen im privaten Erleben als schmerzhaft empfundene politisch-gesellschaftliche Auswirkung.

## Entstehung
Erich Kästners erste Veröffentlichung, der Gedichtband Herz auf Taille erschien 1928 und enthielt bereits das Gedicht Jahrgang 1899 in der heutigen Form. Seine im Rahmen der Neuen Sachlichkeit veröffentlichte Gebrauchslyrik machte Kästner alsbald zu einer zentralen Figur der deutschen Literatur der damaligen Zeit.

## Form
Jahrgang 1899 ist in neun Strophen mit jeweils vier Zeilen unterteilt, die fast alle demselben Kreuzreim-Schema folgen. Lediglich in der letzten, fünfzeiligen Strophe wird zum Spannungsaufbau eine zusätzliche Anapher verwendet. „Noch einen Moment. Bald [...]“ stellt eine Steigerung dar. Und dies kurz vor der letzten, fast drohend klingenden Zeile.
Der Autor bedient sich einer sehr gängigen Sprache und bedient sich zahlreicher Ausdrücke der damaligen Umgangssprache. Sprache und Stil bleiben „gemein“, ohne dabei abwertend klingen zu sollen („bureau-angestellt“, „Rechnen mit Prozenten“). Der Ton des Gedichts ist in einem gängigen „Gymnasialdeutsch“ (Pennälerdeutsch) gehalten, einfach, doch in seiner fachlichen Spezifikation milieutypisch. Die Wortwahl verstärkt den Eindruck persönlichen Erlebens durch den Autor. Auch dadurch wird der reflektierende Rückblick auf das lyrisch Erlebte erfahrbar gemacht. Diese milieuspezifische Ausdrucksweise stellt ein zentrales Merkmal der neuen Sachlichkeit dar, die versucht, sich von einem eher akademischen Expressionismus, vor allem von dessen strikter Ich-Dissoziation, abzusetzen.

## Interpretation
Das lyrische Ich des Textes fasst unter „Wir“ die Jahrgänge von etwa 1897 bis 1902 zusammen, die zwar noch nicht alt genug waren, um mitbestimmend für die Ursachen des Ersten Weltkrieges gewesen zu sein, aber trotzdem bereits Militärdienst leisten mussten/wollten und dadurch zu den jüngsten Opfern dieses ersten industrialisierten Krieges zählen. (Der Jahrgang 1899 wurde auf allen Fronten aufgrund der hohen Verluste zum Teil bereits 1916 offiziell eingezogen (Schlacht um Verdun); vereinzelt versuchten auf allen Seiten bereits 1914 von der allgemeinen Kriegsbegeisterung erfasste Jugendliche der Jahrgänge 1898–99 unter Angabe falscher Daten an die Front zu kommen, was meist misslang). 
Zu diesen Geburtsjahrgängen zählen nachmals hochrangige Nationalsozialisten, wie u. a. Heinrich Himmler (1900–1945) oder Joseph Goebbels (1897–1945), sowie auch deren Gegner Erich Maria Remarque und im weiteren Sinne Ernst Jünger. Es ist davon auszugehen, dass die in Deutschland und Europa folgenden Ereignisse unter dem Gesichtspunkt betrachtet werden müssen, dass weite politisch und gesellschaftlich bestimmende Kreise der 30er und 40er Jahre unter den Spätfolgen von posttraumatischen Belastungsstörungen litten. Zu einem bestimmenden Teil wurden diese in Politik und Propaganda positiv wie negativ umgesetzt und (aus)genutzt. Unter diesem Gesichtspunkt nimmt die drohende letzte Zeile: „Dann zeigen wir euch, was wir lernten!“ die Handlungen und Entscheidungen der europäischen Gesellschaften voraus, die bei allen Kriegsparteien von bipolaren Störungen geprägt waren.
Jahrgang 1899 versucht anhand eines Jahrganges in eingängiger Sprache das Schicksal einer jugendlichen Generation des deutschen Volkes darzustellen. Die jungen Männer seien durch die Gräuel des Krieges ihrer Kindheit beraubt worden und viele von ihnen – sofern sie den Krieg überlebten – trugen schwere seelische wie körperliche Schäden davon (s. o.).
Die Strophen behandeln einen bestimmten Aspekt im Leben der Generation der fast Dreißigjährigen um 1928. Sie schildern in beinahe chronologischer Reihenfolge das Leben und die Generationserinnerungen bis in die späten 1920er Jahre. Der „Blick in den Rückspiegel“ verspricht Ferne, die aber aufgrund ihrer Wirkung in die Gegenwart als schmerzlich und verletzend geschildert und als nah empfunden wird. Die Vergangenheit bildet das Verständnis eines Jahrganges, einer Jugend. 
Die erste Strophe schildert den Ersten Weltkrieg, in dem die vermeintliche „Väter“generation in der Reichswehr dient. Die Jugend folgt den Vätern in tradierter Weise und bemerkt erst im Alter von dreißig Jahren, wie und worum sie betrogen wurde, zumal sie nunmehr selbst "Vater" geworden ist. Männliche Jugendliche dieses Alters sollten erste Erfahrungen mit Frauen sammeln und eben nicht Trommelfeuern und tödlichen Nahkämpfen ausgesetzt sein. 
Es folgt Kästners eigener Wehrdienst (2. Strophe), schließlich die Tage der Novemberrevolution 1918 (3. Strophe). Die Strophen 4 bis 6 thematisieren die Inflation am Beginn der 1920er Jahre, Kästners Studium in Leipzig, seine Büroarbeit als Werkstudent und desillusionierende Lebenserfahrungen (Abtreibung, Arbeitslosigkeit). Die Schlacht bei Ypern (7. Strophe) wird rückblickend als eine verlustreiche Schlacht des Ersten Weltkriegs erwähnt, um die menschlichen Verluste dieser Generation in Erinnerung zu rufen. Die Strophen 7–9 reflektieren und verallgemeinern die geschilderten Erfahrungen, die in einem sibyllinischen Ausblick enden.